# Thomas M. Lauderdale
Thomas Mack Lauderdale est un musicien américain né le 14 juillet 1970 à Oakland, Californie. Il est membre et fondateur du groupe Pink Martini.

## Biographie
Il fut adopté dans une très riche famille qui comptait d'autres enfants également adoptés, d'origines diverses. Lui et sa famille vécurent tout d'abord dans l'Indiana, dans une pépinière, où son père était jardinier. Puis la famille déménagea à Portland, Oregon, et ses parents divorcèrent. Son père est maintenant pasteur à l'église  « Church of the Brethren » de Portland.
Thomas a étudié le piano classique dès l'âge de six ans. En 1985, à l’âge de quinze ans, il remporte un prix de musique, le « Oregon Symphony's annual Corbett Competition ». Plus tard, il joue avec différents orchestres, notamment l'Orchestre symphonique de l'Oregon, l'Orchestre symphonique de Seattle, le Ballet de l'Oregon, etc.
Il a fait ses études secondaires au Ulysses S. Grant High School (en) de Portland, puis ses études supérieures à l'université Harvard, dont il est diplômé cum laude en littérature et en histoire.
En 1992, il retourne à Portland, et travaille au cabinet du maire, Bud Clark.
En 1994, il fonde le groupe Pink Martini, initialement pour se produire dans des concerts et des bals de charité.

## Distinctions
- Docteur honoris causa en beaux-arts de l'université Willamette (2018)[4]